# Flughafen Chudschand

i8
i11
i13
Der internationale Flughafen Chudschand (tadschikisch Фурудгоҳи Байналмилалии Хуҷанд, IATA-Code: LBD, ICAO-Code: UTDL) ist ein Flughafen in Tadschikistan, der die Stadt Chudschand bedient. Chudschand liegt im Norden des Landes und ist seine zweitgrößte Stadt.
Der Flughafen liegt etwas abseits von Chudschand bei Buston und ist der meistgenutzte Tadschikistans.
Die Start- und Landebahn ist 3185 m lang, beleuchtet, asphaltiert und in gutem Zustand.
Die meisten angebotenen Flüge gehen nach Russland, einzig die täglichen Verbindungen mit Duschanbe sind inländisch.